# スルファメトキシジアジン
スルファメトキシジアジン（英：Sulfametoxydiazine（INN）、sulfamethoxydiazine（USAN：sulfameter））は、長時間作用型のスルホンアミド系抗菌薬である。ハンセン病や尿路感染症の治療に使用される。
スルファメトキシジアジンは動物の病気の治療や予防にも使用される。スルファメトキシジアジンは比較的長く残留するため、食肉、牛乳、卵から検出されることがあり、人の健康に有害であると考えられている。米国と日本はともに食品中のスルファメトキシジアジンの残留を禁止しているが、国際食品規格委員会は動物組織中のスルホンアミド系の上限を100μg/kgとしている。